# Thierstein, Oberfranken
Thierstein är en köping (Markt) i Landkreis Wunsiedel im Fichtelgebirge i Regierungsbezirk Oberfranken i förbundslandet Bayern i Tyskland.
Köpingen ingår i kommunalförbundet Thiersheim tillsammans med köpingen Thiersheim och kommunen Höchstädt im Fichtelgebirge.